# Il trionfo del lavoro
Il trionfo del lavoro (The Iron Trail) è un film del 1921 diretto da Roy William Neill.

## Trama
In Alaska, il magnate delle ferrovie Curtis Gordon ingaggia un ingegnere per progettare la costruzione di una linea che dovrà correre vicino al fiume Salmon. Ma quando il suo progetto non viene approvato, Dan Appleton, l'ingegnere, si dimette per andare a lavorare con Murray O'Neil, un costruttore rivale. La linea ferroviaria contempla anche la costruzione di un ponte che attraversa il fiume. Nonostante l'opposizione di Gordon, i lavori vanno avanti fino a quando gli operai non abbandonano il lavoro, a causa delle lastre di ghiaccio. Lavorando duramente contro il tempo, O'Neil e Appleton riescono a completare il progetto prima che il ghiaccio blocchi tutto.

## Produzione
Il film fu prodotto dalla Bennett Pictures.

## Distribuzione
Distribuito dalla United Artists, il film uscì nelle sale statunitensi il 30 ottobre 1921. In Francia venne distribuito dalla Les Artistes Associés il 9 giugno 1922 con il titolo Le Triomphe du rail; in Italia, nel 1924, distribuito dalla Artisti Associati con il visto di censura nº20035.
In Finlandia, uscì il 7 settembre 1925 e in Portogallo il 5 gennaio 1928 come O Triunfo do Rail.
Copia della pellicola si trova conservata a Mosca, negli archivi del Gosfilmofond.